# Municipio de Whitteron
El municipio de Whitteron (en inglés: Whitteron Township) es un municipio ubicado en el condado de Bottineau en el estado estadounidense de Dakota del Norte. En el año 2010 tenía una población de 405 habitantes y una densidad poblacional de 4,45 personas por km².

## Geografía
El municipio de Whitteron se encuentra ubicado en las coordenadas 48°51′12″N 100°22′37″O / 48.85333, -100.37694. Según la Oficina del Censo de los Estados Unidos, el municipio tiene una superficie total de 90.98 km², de la cual 89,76 km² corresponden a tierra firme y (1,35 %) 1,23 km² es agua.

## Demografía
Según el censo de 2010, había 405 personas residiendo en el municipio de Whitteron. La densidad de población era de 4,45 hab./km². De los 405 habitantes, el municipio de Whitteron estaba compuesto por el 95,31 % blancos, el 0,49 % eran afroamericanos, el 2,22 % eran amerindios, el 0,25 % eran asiáticos y el 1,73 % eran de una mezcla de razas. Del total de la población el 0,25 % eran hispanos o latinos de cualquier raza.